# Finale di Heineken Cup 2013-2014
La finale di Heineken Cup 2013-14 fu la gara di assegnazione del titolo di campione della 19ª edizione della massima competizione europea per club di rugby a 15, ultima a chiamarsi Heineken Cup.
Dalla stagione successiva, infatti, la competizione passò sotto la gestione di European Professional Club Rugby e prese il nome di European Rugby Champions Cup.
Si tenne il 24 maggio 2014 al Millennium Stadium di Cardiff tra l'inglese Saracens, esordiente in gara-titolo, e la campione uscente Tolone: fu il club francese a vincere e a conquistare il proprio secondo titolo, con il punteggio di 23-6.

## Il percorso dei club finalisti

### Saracens
Il club londinese si presentò ai play-off da ultima delle qualificate, con il secondo posto nel girone alle spalle del Tolosa, club dal quale subì due sconfitte, 16-17 in casa e 11-21 allo Stadium in Francia.
In precedenza, i Sarries erano partiti con una vittoria in Irlanda sul Connacht per 23-17, e dopo Tolosa avevano battuto le italiane Zebre 39-10 a Parma e 64-3 al ritorno in casa.
La qualificazione giunse nell'ultima gara, con un 64-6 su Connacht che assicurò al club inglese il piazzamento matematico tra le due migliori seconde classificate, alla fine rivelatosi essere l'ultimo posto utile.
Quarto di finale a Belfast molto tirato ma concluso con una vittoria per 17-15 su Ulster da parte dei Sarries, portatisi fino a +8 (17-9) a 13 minuti dalla fine grazie a due mete di Chris Ashton.
Inutili, se non ai fini statistici, i due piazzati nordirlandesi di Paddy Jackson.
Avendo battuto la prima squadra del seeding dei play-off, i Sarries acquisirono il diritto di giocare in casa la propria semifinale, che li vedeva di fronte al Clermont finalista della passata edizione.
La partita non ebbe storia: ai soli 6 punti al piede del francese Morgan Parra, Saracens rispose con sei mete di cui cinque trasformate e due piazzati, per un totale di 46-6 che non autorizzava dubbi su quale fosse stata la squadra migliore.

### Tolone
Nonostante una sconfitta a Cardiff per 15-19 subìta nella seconda giornata, Tolone si qualificò come prima del proprio girone con una giornata d'anticipo: dopo avere aperto il proprio torneo con una vittoria 51-28 sul Glasgow, rimediò alla battuta d'arresto in Galles con una doppia vittoria su Exeter, 14-9 in Inghilterra e 32-20 al ritorno al Mayol.
La qualificazione matematica, corredata di primo posto, giunse dopo aver battuto Cardiff Blues 43-20 nella gara di ritorno
, che rese superflua la vittoria 15-8 a Glasgow.
Tolone affrontò Leinster nel proprio quarto di finale: dopo un 6-6 con cui si chiuse il primo tempo, il club francese, privo di Wilkinson infortunatosi dopo mezz'ora di gioco, andò due volte in meta e si affidò al piede di Matt Giteau (10 punti per lui nella ripresa), concedendo solo una marcatura agli irlandesi a poco più di dieci minuti dalla fine, per un risultato finale di 29-14.
Per la terza volta nei play-off in due stagioni, Tolone vinse una gara senza marcare mete: in semifinale contro Munster, infatti, si impose 24-16 con sei piazzati e un drop di Wilkinson più un ulteriore piazzato di Delon Armitage contro una meta irlandese di Zebo e 11 punti al piede di Keatley, conquistandosi così il diritto di difendere il titolo vinto dodici mesi prima.

## La finale
La finale fu di scena al Millennium Stadium di Cardiff, ultima uscita assoluta di Jonny Wilkinson in uno stadio britannico.
Ultima direzione di gara anche per l'arbitro irlandese Alain Rolland, che aveva annunciato il proprio ritiro al termine della stagione.
Gara, di per sé, senza molta storia visto il divario in campo: nel primo tempo i Sarries seppero produrre solo un calcio piazzato di Owen Farrell contro una meta di Giteau trasformata dall'onnipresente Wilkinson, che successivamente realizzò anche un piazzato che bastò per chiudere 10-3 la prima frazione a favore del club francese.
Nella ripresa, la punizione di Farrell dopo cinque minuti di gioco fu l'unica marcatura del Saracens, che subì la meta di Juan Smith prima che Wilkinson consolidasse il punteggio con altri 7 punti personali (due piazzati e una trasformazione) per un finale di 23-6 che dava a Tolone la seconda coppa d'Europa consecutiva in altrettante finali, e faceva di Wilkinson l'ultimo capitano a sollevare la Heineken Cup.
La finale fu anche l'ultimo atto di European Rugby Cup, l'entità che organizzava la competizione; dopo la fine del torneo l'organismo cessò ogni attività e si sciolse per lasciare il posto a European Professional Club Rugby, che prese in carico l'organizzazione della competizione rinominandola European Rugby Challenge Cup.

## Tabellino dell'incontro
| Arbitro: | Alain Rolland |

| |              | |
| | mt           | 29’ Giteau 59’ J. Smith |
| | tr           | 29’, 59’ Wilkinson |
| O. Farrell 3’, 45’ | c.p.         | 53’, 63’ Wilkinson |
| | drop         | 37’ Wilkinson |
| · An. Goode · C. Ashton · Bosch · Barritt · 69’ Strettle · 64’ O. Farrell · 51’ Wigglesworth · 65’ M. Vunipola · 69’ Brits · 64’ Stevens · Borthwick · 64’ Hargreaves · Brown · 61’ J. Burger · B. Vunipola | Formazioni   | · D. Armitage · Mitchell · Bastareaud · Giteau · Habana · Wilkinson 77’ · Tillous-Borde 71’ · Chiocci 46’ · Burden 41’ · Hayman 57’ · B. Botha 52’ · D. Rossouw 52’ · J. Smith 72’ · J.M. Fernández Lobbe 22-32’ · S. Armitage |
| · 51’ de Kock · 61’ Wray · 64’ M. Botha · 64’ Hodgson · 64’ Johnston · 65’ R. Barrington · 69’ J. George · 69’ Wyles                                                                                        | Sostituzioni | · Orioli 41’ · Menini 46’ · Suta 52’ · A. Williams 52’ · Castrogiovanni 57’ · Claasens 71’ · Bruni 72’ · Mermoz 77’ |
| Mark McCall | Allenatori   | Bernard Laporte |